# ヘラクレオポリス
ヘラクレオポリス（英語: Heracleopolis, ギリシア語: Ἡρακλεόπολις）は、古代エジプトの都市。現在のベニ・スエフ県のファヨン湖の辺に位置した。メンフィスの約100km南ともされる。第9王朝と第10王朝における首都でもある。州侯（地方豪族）であるケティ1世に始まる第9・10のヘラクレオポリス王朝は滅亡した第8王朝に代わり王権を主張した。第9王朝3代目王ネフェルカラー (7世)はヒエラコンポリスの州侯アンクティフィと連合し、テーベ・コプトスの各ノモス連合と対抗して争った。この結果、ヘラクレオポリス王朝はテーベ王朝に敗北した。一方で、ヘラクレオポリスは古代エジプトを通して重要な都市のひとつであり続けた。